# Período Yayoi

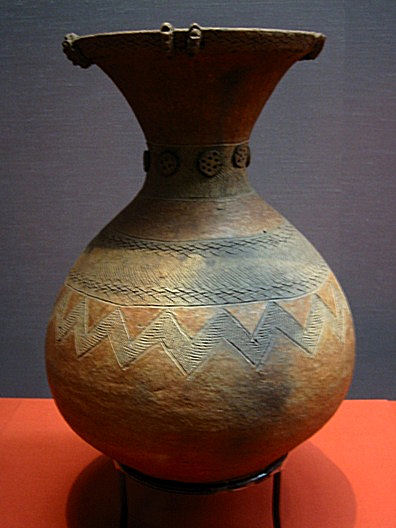
Jarra Yayoi.

El período Yayoi (弥生時代 Yayoi-jidai?) o 彌生時代 (forma antigua del primer kanji de Yayoi) es la era de la historia japonesa que sigue al período Jōmon y precede al período Kofun, y que abarca unos 550 años, desde el año 300 a. C. al 250. Se debe este nombre al lugar donde fueron encontradas las primeras cerámicas que caracterizan su época, Yayoi en Tokio.
Se trató de una sociedad matriarcal y matrilinial que desarrolló el trabajo del metal y la cerámica, a diferencia del período Jōmon, más elaborada con algunos estampados. Tiene lugar el inicio del cultivo de arroz, muy importante para el desarrollo japonés. A finales del período se presentan los primeros signos de la introducción del sintoísmo.
La cultura Yayoi floreció en un área geográfica desde el sur de Kyūshū hasta el norte de Honshū. La evidencia arqueológica apoya la idea de que durante este tiempo, una afluencia de agricultores (pueblo Yayoi) de la península de Corea llegó a Japón, y se mezclaron o apartaron a la población nativa de cazadores-recolectores (pueblo Jōmon). Los japoneses modernos son descendientes del pueblo Yayoi, con solo una influencia de muy pequeña a moderada de los antiguos Jōmon, dependiendo de la región.

## Características

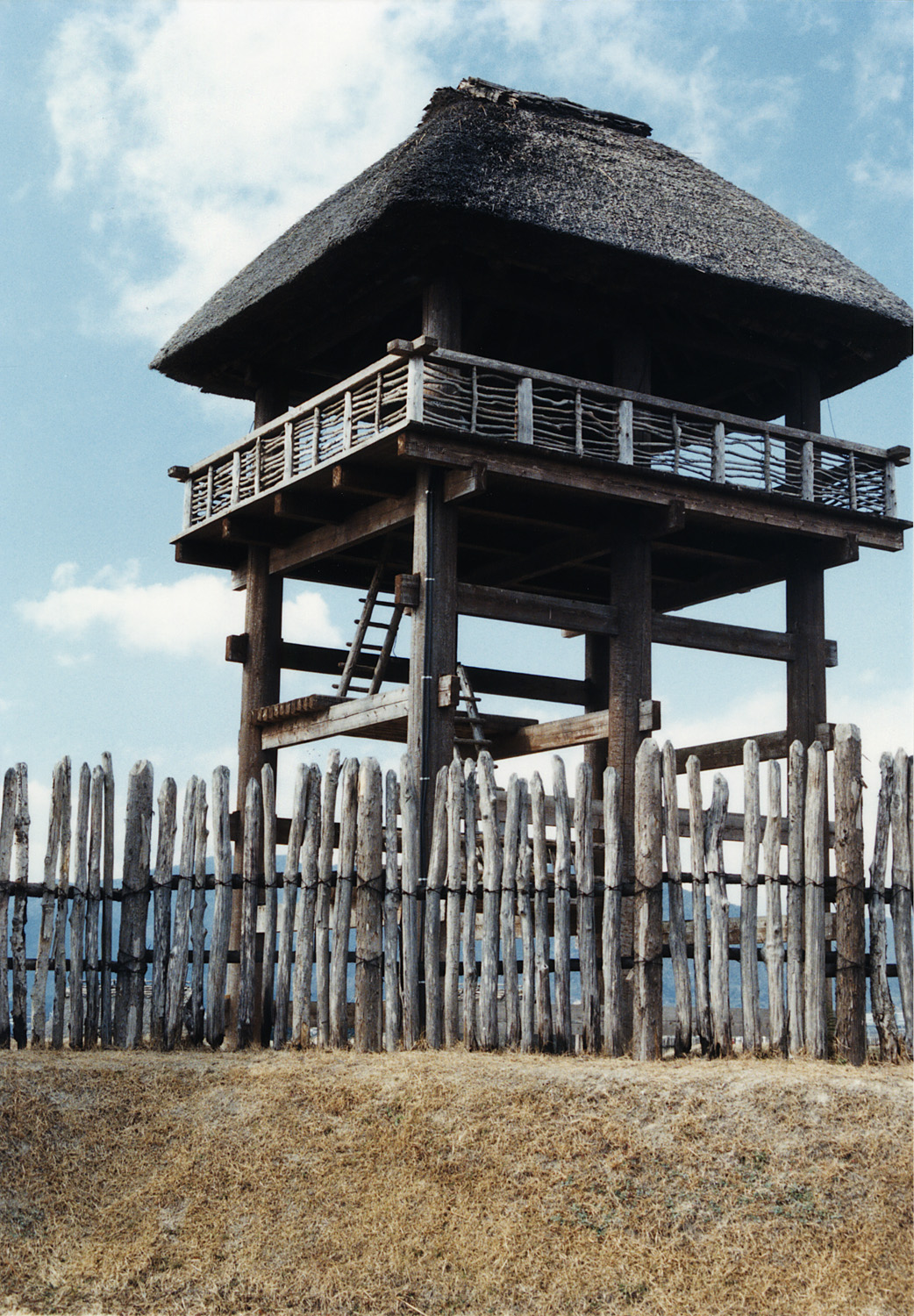
Reconstrucción en Yoshinogari de una aldea del período Yayoi

Generalmente se acepta que el período Yayoi data del 300 a. C. al 300 d. C. Sin embargo, existen muestras cuyas dataciones por radiocarbono sugieren que el período comenzó 500 años antes, entre el 1000 a. C. y el 800 a. C. Durante este período, Japón hizo la transición a una sociedad agrícola permanente.
La evidencia arqueológica más antigua del Yayoi se encuentra en el norte de Kyūshū, pero este hecho todavía se debate. La cultura Yayoi se extendió rápidamente a la isla principal de Honshū, mezclándose con la cultura nativa Jōmon. Un estudio reciente que utilizó espectrometría de masas con acelerador para analizar restos carbonizados en cerámica y estacas de madera, sugiere que se remontan al siglo IX a. C., 500 años antes de lo que se creía anteriormente.

### Artesanía

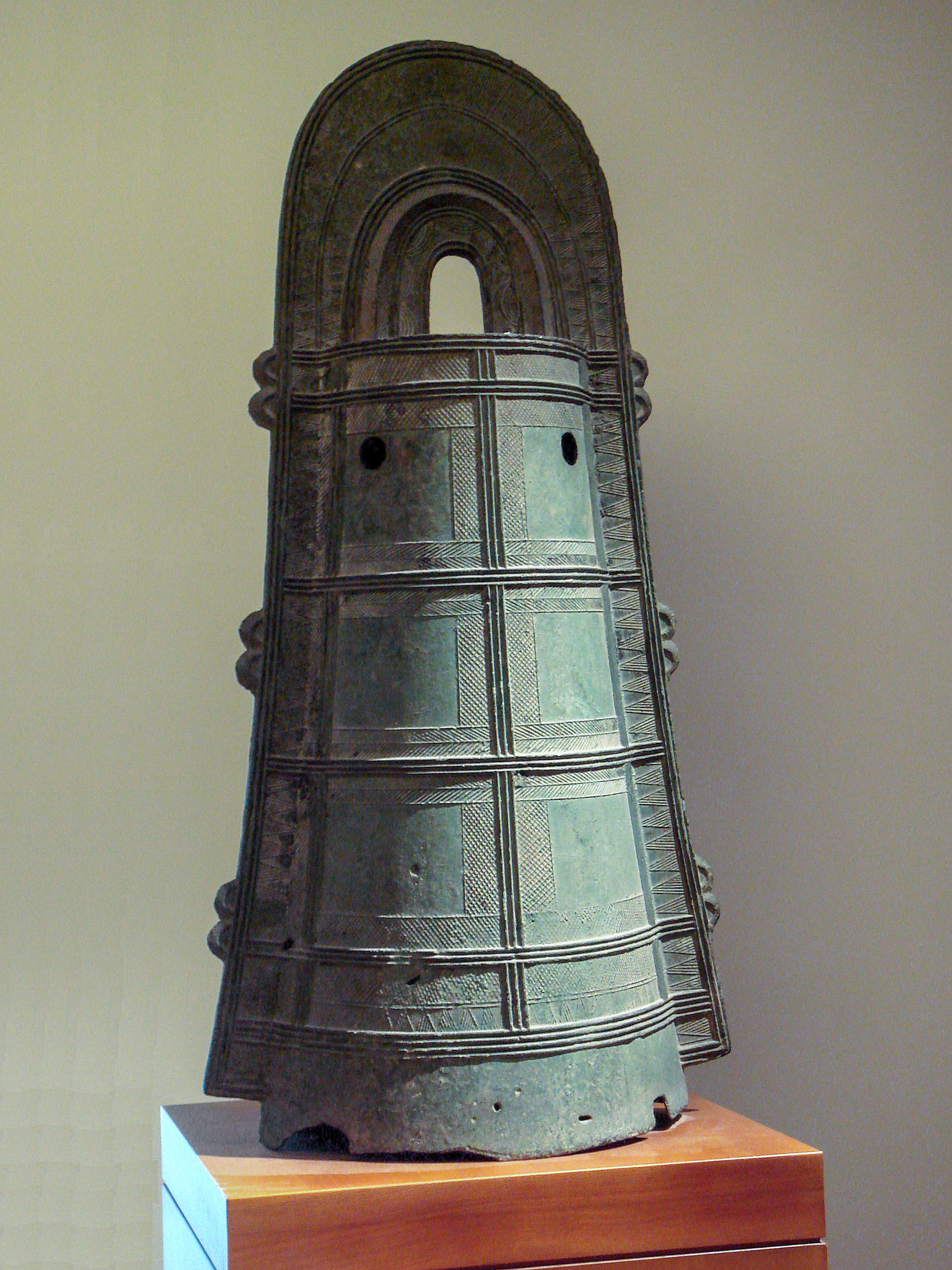
Una campana dōtaku del

El nombre Yayoi se toma prestado de un lugar en Tokio donde se encontró por primera vez la cerámica del período Yayoi. La cerámica Yayoi fue decorada y producida simplemente usando la misma técnica de enrollado que se usó anteriormente en la cerámica Jōmon. Los especialistas en artesanía de Yayoi fabricaban campanas ceremoniales de bronce (dōtaku), espejos y armas. En el siglo I d. C., los pobladores de Japón comenzaron a usar herramientas agrícolas y armas de hierro.

### Organización de la sociedad
A medida que aumentó la población, la sociedad se volvió más estratificada y compleja. Tejían textiles, vivían en aldeas agrícolas permanentes y construían edificios con madera y piedra. También acumularon riqueza mediante la propiedad de la tierra y el almacenamiento de cereales. Tales factores promovieron el desarrollo de distintas clases sociales. Las fuentes chinas contemporáneas describieron que las personas tenían tatuajes y otras marcas corporales que indicaban diferencias en el estatus social. Los caciques de algunas partes de Kyūshū parecen haber patrocinado y manipulado políticamente el comercio de bronce y otros objetos de prestigio. Esto fue posible gracias a la introducción de una agricultura de arroz húmedo de riego desde el estuario del Yangtze en el sur de China a través de las islas Ryukyu o la península de Corea. De este modo, la agricultura de arroz en humedales condujo al desarrollo y crecimiento de una sociedad agraria sedentaria en Japón.
La evidencia arqueológica también sugiere que durante el período estallaron frecuentes conflictos entre asentamientos o estados. Muchos asentamientos excavados fueron construidos con foso o en las cimas de las colinas. Los esqueletos humanos sin cabeza descubiertos en el sitio arqueológico Yoshinogari se consideran ejemplos típicos de hallazgos de la época. En la zona costera del mar interior de Seto, las puntas de flecha de piedra se encuentran a menudo entre los objetos funerarios.

### Agricultura
La agricultura se desarrolló principalmente gracias a la introducción de herramientas eficaces, el anegado de campos y el uso de acequias y graneros. En un principio solo se cultivaba en zonas bajas para aprovechar las inundaciones, pero con la mejora de la tecnología se pudieron utilizar tierras más altas. La división en grandes parcelas mediante tablas de maderas era común. Los alimentos se solían almacenar en vasijas, pero llegaron a desarrollarse graneros donde guardarlos. De este modo, construyeron edificios de madera a unos metros del suelo para evitar que los roedores alcanzaran la cosecha.

### Pobladores
Las comparaciones directas entre los esqueletos de personas Jōmon y Yayoi muestran que los dos pueblos son notablemente distinguibles. Los primeros tendían a ser más bajos, con antebrazos y pantorrillas relativamente más largos, ojos más separados, caras más cortas y anchas y una topografía facial mucho más pronunciada. También tienen cejas, narices y puentes nasales sorprendentemente elevados. La gente que vivió durante la era Yayoi, por otro lado, medía entre 2,5 y 5 cm más, con ojos muy juntos, caras altas y estrechas, y cejas y narices planas. En el período Kofun, casi todos los esqueletos excavados en Japón, excepto los de los Ainu, son del tipo Yayoi y algunos tienen una pequeña mezcla de Jōmon, que se asemeja a los de los japoneses de hoy en día.

## Historia

### Origen delpueblo Yayoi

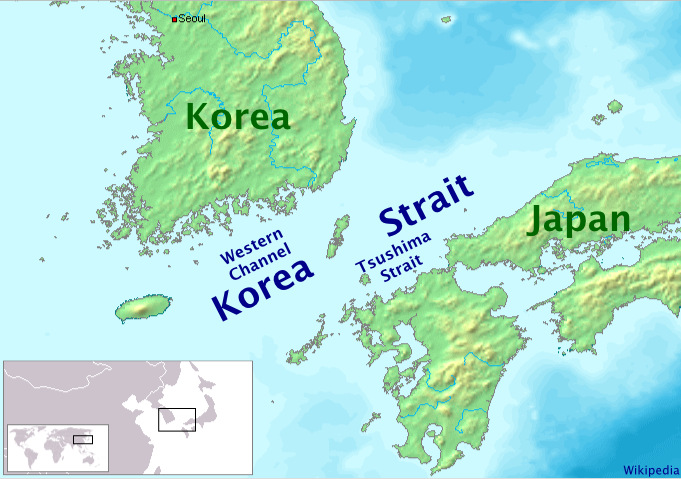
El norte de Kyūshū es la parte de Japón más próxima al Asia continental

El origen de la cultura Yayoi y su pueblo se ha debatido durante mucho tiempo. Los primeros sitios arqueológicos son Itazuke o Nabata en la parte septentrional de Kyūshū. Los contactos entre las comunidades pesqueras de esta costa y el sur de Corea datan del período Jōmon, como lo demuestra el intercambio de artículos comerciales como anzuelos y obsidiana. Durante el período Yayoi, elementos culturales de Corea y China llegaron a esta área en varias ocasiones durante varios siglos y luego se extendieron hacia el sur y el este. Esta fue una época de mezcla entre inmigrantes y población indígena, y entre nuevas influencias culturales y prácticas existentes. La influencia china fue obvia en las armas de bronce y cobre, dōkyō, dōtaku, así como en el cultivo de arroz con sistemas de riego.
Sin embargo, algunos estudiosos argumentan que el rápido aumento de aproximadamente cuatro millones de personas en Japón entre los períodos Jōmon y Yayoi no se puede explicar solo por la migración. Atribuyen el aumento principalmente a un cambio de una dieta de cazadores-recolectores a una dieta agrícola en las islas, con la introducción del arroz. Es muy probable que el cultivo del arroz y su posterior deificación permitieran un aumento de población lento y gradual.

### Aparición deWaen los textos de historia de China

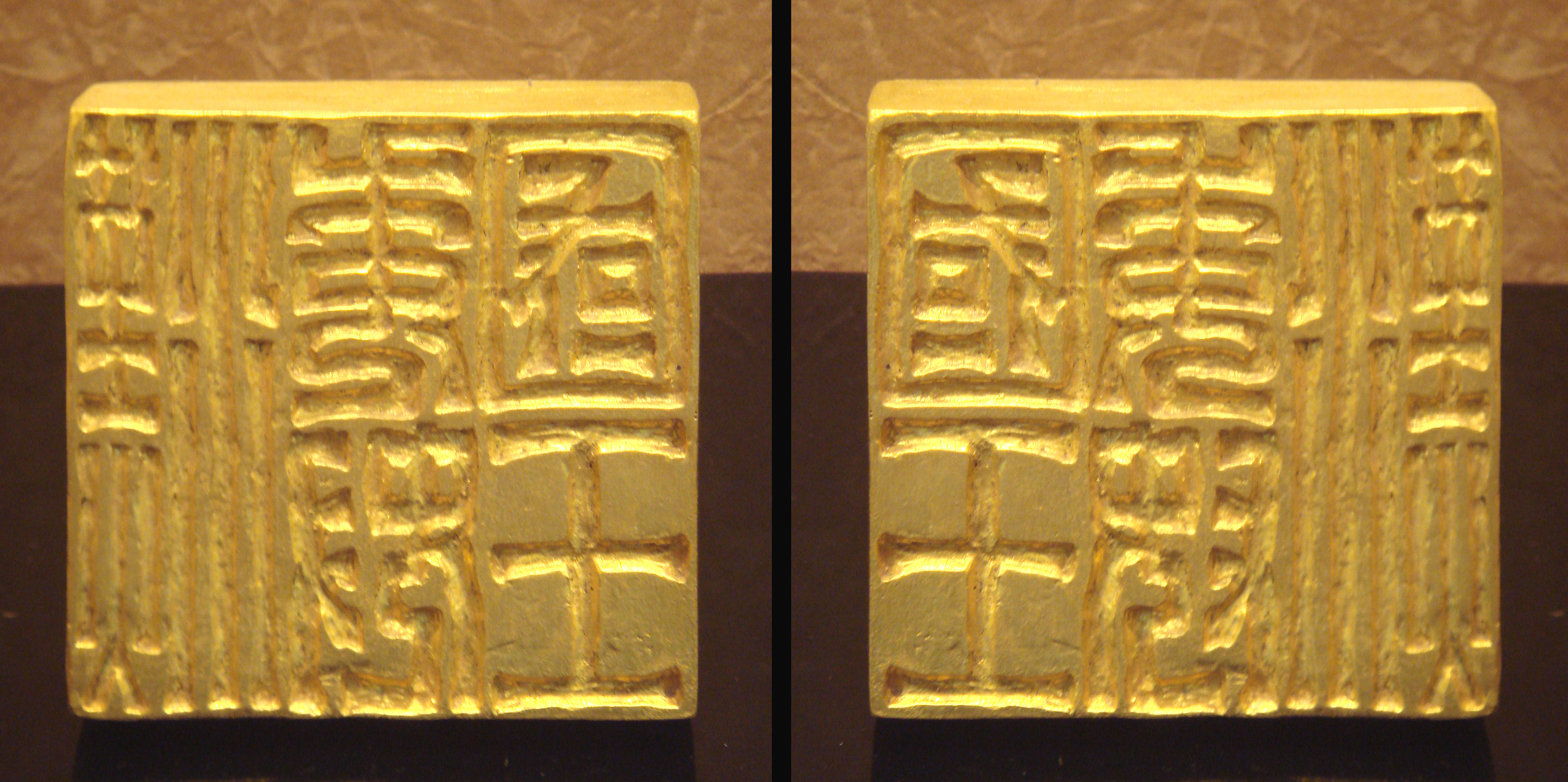
El sello dorado que fue otorgado al "rey de Wa" por el emperador Guangwu en 57 a. C.

Los primeros registros escritos sobre personas en Japón provienen de fuentes chinas de este período. Wa, la pronunciación de un nombre chino temprano para Japón, se mencionó en el 57 d. C., cuando el estado de Na recibió un sello de oro del emperador Guangwu de la dinastía Han. Este evento se registró en el Libro de Han Posterior, compilado por Fan Ye en el siglo quinto. El sello en sí fue descubierto en el norte de Kyūshū en el siglo XVIII. Wa también fue mencionado en 257 en el Wei zhi, una sección de los Registros de los Tres Reinos compilados por el erudito del siglo III Chen Shou.
Los primeros historiadores chinos describieron Wa como una tierra de cientos de comunidades tribales dispersas, en lugar de la tierra unificada con una tradición de 700 años que establece la obra del siglo VIII Nihon Shoki, un relato en parte mítico y en parte histórico de Japón que data de la fundación del país en el 660 a. C.

### Yamataikoku

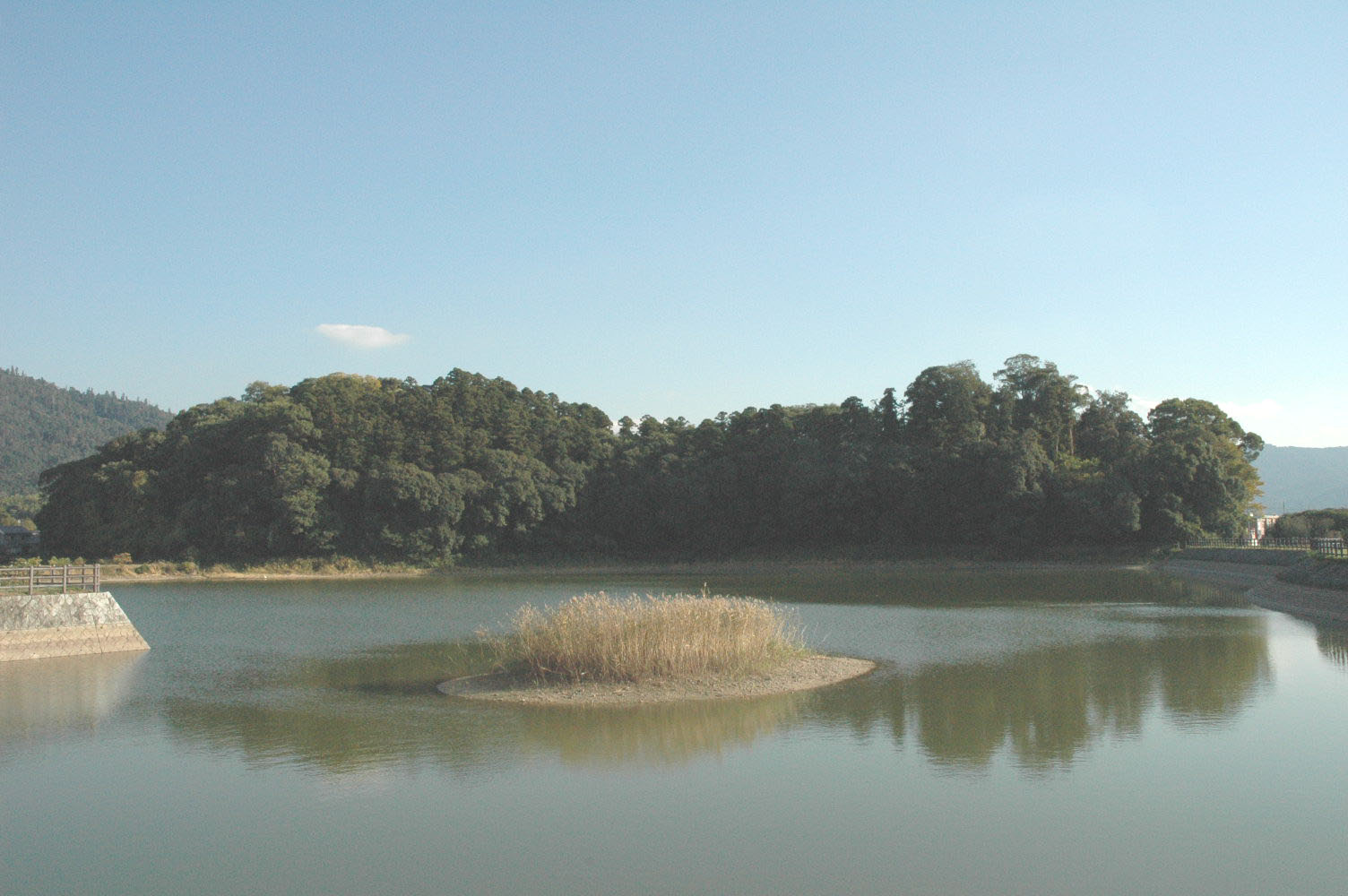
Tumba de Hashihaka, Sakurai

El Wei Zhi menciona por primera vez a Yamataikoku y a la reina Himiko en el siglo III. Según el registro, Himiko asumió el trono de Wa, como líder espiritual, después de una gran guerra civil. Su hermano menor estaba a cargo de los asuntos de estado, incluidas las relaciones diplomáticas con la corte china del Reino de Wei.
Durante muchos años, la ubicación de Yamataikoku y la identidad de la reina Himiko han sido objeto de investigación. Se han sugerido dos posibles lugares: Yoshinogari en la prefectura de Saga y Makimuku en la prefectura de Nara. Investigaciones arqueológicas recientes en Makimuku sugieren que Yamataikoku estaba ubicado en el área. Algunos estudiosos asumen que el kofun Hashihaka en Makimuku era la tumba de Himiko. Su relación con el origen de la política de Yamato en el siguiente período Kofun también está en debate.